# Красный якорь (Слободской, Кировская область)
АО «Красный якорь» — фанерный комбинат в городе Слободском Кировской области. Крупнейшее предприятие лесоперерабатывающей промышленности в регионе. Входит в перечень предприятий, имеющих особое социально-экономическое значение для Кировской области.

## История
В 1860 году Г. И. Ворожцовой в городе Слободском Вятской губернии была основана спичечная фабрика. 31 октября 1938 года спичфабрика «Якорь» преобразована в фанерный завод, получивший название «Красный якорь». В годы Великой Отечественной войны комбинат поставлял фанеру для нужд авиастроения.
В начале 1990-х годов преобразовано в акционерное общество открытого типа. В 2003 году начала осуществляться программа по техническому переоснащению фанерного производства. 1 июля 2005 года на предприятии проведено рабочее совещание с участием совета директоров комбината, представителями правительства области и руководства города, на котором приняты планы по развитию производства. С 2006 года реализуется инвестиционный проект по увеличению выпуска продукции стоимостью 700 млн рублей. В 2007 году на предприятии с рабочим визитом побывал губернатор Кировской области Николай Шаклеин. С 25 июня 2008 года комбинат преобразован в закрытое акционерное общество. В июне 2009 года «Красный якорь» победил в конкурсе Министерства промышленности и торговли РФ, в номинации «Самый динамично развивающийся российский экспортер отрасли».

## Экономические показатели
На долю АО «Красный якорь» приходится треть всей промышленной продукции города Слободского. Продукция комбината поставляется в 35 стран.

## Социальная сфера
На предприятии выходит корпоративная газета «Фанерщик» тиражом 5 тысяч экземпляров. В 2009 году в собственность города безвозмездно был передан профилакторий под новую физио-лечебницу, для детей сотрудников организуется летний отдых. Комбинат оказывает материальную помощь ветеранам, специально организованный фонд выдаёт беспроцентные ссуды работникам для улучшения жилищных условий. В городе работает крупный спортивный комплекс «Красный якорь», переданный от комбината области в 2006 году.

## Руководство
Директорами (Генеральными директорами) предприятия работали:
- с 1980 по декабрь 2001 года — Семененко Виктор Фёдорович, кавалер орденов «Знак Почёта», «Орден Почёта», награждён медалями «За доблестный труд», медалью «За преобразование Нечерноземья РСФСР», Почётный гражданин города Слободской;
- с декабря 2001 года — Чистякова Галина Петровна, Заслуженный работник лесной промышленности Российской Федерации, депутат Законодательного Собрания Кировской области четвёртого созыва, Почётный гражданин города Слободской.